# Pichilemu
Pichilemu je město ve státě Chile v regionu O'Higgins. Nachází se v centrálním Chile, asi 200 kilometrů jihozápadně od hlavního města Santiaga, na břehu Pacifiku. Je střediskem provincie Cardenal Caro. Město obývá přibližně 13 tisíc obyvatel.
Obec byla ustavena roku 1891. Na počátku 20. století se stala pro svou přímořskou polohu rekreačním místem zámožných tříd, později začala lákat také surfaře.
Roku 1926 sem byla prodloužena železnice z města San Fernando, která byla v provozu do 80.–90. let, poté byla postupně opuštěna a zdevastována.